# Ionthadophrys longihirtus
Ionthadophrys longihirtus är en tvåvingeart som beskrevs av Van Duzee 1930. Ionthadophrys longihirtus ingår i släktet Ionthadophrys och familjen styltflugor. Inga underarter finns listade i Catalogue of Life.